# Гігоєшть
Гігоєшть, Гігоєшті (рум. Ghigoiești) — село у повіті Нямц в Румунії. Входить до складу комуни Штефан-чел-Маре.
Село розташоване на відстані 285 км на північ від Бухареста, 16 км на схід від П'ятра-Нямца, 79 км на захід від Ясс.

## Населення
За даними перепису населення 2002 року у селі проживали 668 осіб, з них 667 осіб (99,9%) румунів. Рідною мовою 667 осіб (99,9%) назвали румунську.